# Kuanyar
Kuanyar is een bestuurslaag in het regentschap Japara van de provincie Midden-Java, Indonesië. Kuanyar telt 3648 inwoners (volkstelling 2010).